# Zénobe-Théophile Gramme
Zénobe-Théophile Gramme (Jehay-Bodegnée, 4 aprile 1826 – Bois-Colombes, 20 gennaio 1901) è stato un fisico e inventore belga.
Elettrotecnico e inventore belga, conosciuto soprattutto per aver perfezionato la macchina dinamoelettrica del tipo proposto da Antonio Pacinotti (1841-1912). Grazie ad una società appositamente creata, Gramme fu in grado di produrre e di commercializzare con successo un gran numero di dinamo.